# Bantouzelle
Bantouzelle település Franciaországban, Nord megyében. Lakosainak száma 443 fő (2022. január 1.). Bantouzelle Les Rues-des-Vignes, Banteux és Honnecourt-sur-Escaut községekkel határos.

## Népesség
A település népességének változása:
| Lakosok száma | 414  | 415  | 424  | 426  | 431  | 437  | 440  | 440  | 443  |
|               | 2013 | 2015 | 2016 | 2017 | 2018 | 2019 | 2020 | 2021 | 2022 |